# Croix de cimetière d'Écretteville-sur-Mer
La croix de cimetière d'Ecretteville-sur-Mer est un monument situé à Ecretteville-sur-Mer, en Normandie.

## Localisation
La croix est située dans le cimetière du village.

## Historique
La croix est datée de 1522 et son commanditaire nommé, le vicaire du lieu, Regnault Burel.
Le monument est classé comme monument historique depuis le 28 juillet 1914.

## Description
La croix est en pierre et fer forgé dans sa partie supérieure, plus récente. Elle comporte des statues de saint Jean, saint Hubert et sainte Barbe et une Vierge de douleur.